# Popovo-Lejatchi
Popovo-Lejatchi (en russe : Попово-Лежачи) est un village du selsoviet de Popovo-Lejatchi du raïon de Glouchkovo dans l'oblast de Koursk, en Russie. Sa population s'élevait à 1 079 habitants au recensement de 2021.

## Géographie
Le village de Popovo-Lejatchi se situe dans l'oblast de Koursk, un oblast de la partie européenne de la Russie. Le village fait partie du raïon de Glouchkovo, avec Glouchkovo comme centre administratif. Il se trouve dans le selsoviet de Popovo-Lejatchi, une municipalité dont il est le chef-lieu.

## Démographie
Recensements (*) et estimations de la population :
| 2002 * | 2010* | 2021* | - |
| ------ | ----- | ----- | - |
| 1 429  | 1 177 | 1 079 | - |